# Influence (politique)
Pour les articles homonymes, voir Influence.
L’influence en politique a pour objectif de modifier le comportement d’une cible sans recours à la contrainte ou la coercition, dans une visée électorale ou politique (obtenir un vote, ou un soutien). Dans ce cas, les individus ciblés agissent de leur plein gré, consciemment ou pas, alors que dans le cas de la contrainte ils agissent consciemment contre leur gré. 

## Influence en politique
L'influence suppose la mise en œuvre de stratégies : susciter l’imitation d’un modèle, ou rechercher la persuasion grâce à une rhétorique efficace, agissant parfois sur les catégories mentales de l'influencé (en le "formatant") ; ou encore organiser la coopération d'acteurs en vue d’une action commune sur l'opinion de l'influencé. Soit, par exemple la politique de prestige d'un pays, une campagne médiatique ou l'action d'un groupe de pression sur les élus.
Il existe des organisations vouées à l'influence : les lobbies, les think tanks, les sociétés de pensée, les ONG, etc : si elles n'exercent pas (ou peu) de pouvoir direct, elles sont efficaces par leur capacité de convaincre, de faire partager leur point de vue, leurs valeurs, leurs objectifs ou leurs idéaux.
Il est possible d'opposer l'influence à l'autorité en politique intérieure. La seconde est ostensible, asymétrique, basée sur la croyance en la légitimité de celui (ou de l'institution) qui commande et vise à obtenir une obéissance intériorisée.
En politique étrangère, on oppose plutôt l'influence à la puissance (ressources, armées, terres, population…). Par l'influence (les Américains disent volontiers le "soft power") un État peut en amener un autre à partager ses vues, voire ses valeurs ou son idéologie, à imiter ses institutions, ses mœurs ou son économie, à valoriser son image, à apprécier sa culture ou ses produits…

## Techniques d'influence
L'influence peut employer des moyens légaux et loyaux.
Elle peut parfois se manifester sous la forme de la manipulation, comme la diversion. 
Une technique employée par les États-Unis est la gestion de la perception (en anglais perception management). Il s'agit d'un concept inventé par le Department of Defense visant à influencer les émotions, les motivations et les raisonnements objectifs des populations étrangères.

## Influences dans les institutions européennes
L'influence dans et sur les institutions européennes a deux volets : d'une part politique, exercée par les grands États au travers des nominations et décisions politiques du Conseil, et d'autre part technique, via le lobbying exercé par divers groupes d'intérêt.
L'influence au sein du Conseil est essentiellement celle des grands États (Allemagne, France, Grande-Bretagne, Italie; Espagne) qui y disposent naturellement de plus de voix. Des arrangements semi-informels, tels le compromis de Ioannina (désormais officialisé par des règles de majorité qualifiée), ont visé à rééquilibrer le pouvoir de décision entre « grands » et « petits ».
La pratique du lobbying s'est pour sa part développée suivant le modèle anglo-saxon, notamment par le biais de groupes d'intérêt de tous horizons qui interviennent auprès des membres du Parlement européen et des services de la Commission, que ce soit directement ou lors des périodes de consultation qui précèdent la publication de la version finale d'un rapport d'orientation ou Livre vert par cette dernière.